# Joseph Marie Jacquard
Joseph Marie Jacquard (ur. 7 lipca 1752 w Lyonie, zm. 7 sierpnia 1834 w Oullins) – francuski tkacz i wynalazca; skonstruował maszynę do wiązania sieci. Na początku XIX wieku udoskonalił krosno przez skonstruowanie nowego urządzenia przesmykowego, znanego dziś jako maszyna Jacquarda (Żakarda), do wielobarwnego tkania wielowzorzystego. Maszyna Jacquarda umożliwia uzyskanie na tkaninie praktycznie dowolnego wzoru, prawie bez ograniczeń. Możliwe jest tkanie barwnych „obrazów”. Wzory nanosił Jacquard na karty perforowane, sterujące podnoszeniem nitek osnowy. Było to pierwsze programowe sterowanie w dziejach techniki.
Zwolennik i uczestnik rewolucji francuskiej, której bronił w Lyonie. Jego krosno w 1806 roku zostało uznane za własność publiczną, on sam nagrodzony z tej okazji stałą pensją oraz opłatą od każdej zainstalowanej maszyny. W 1812 roku pracowało we Francji około 11 000 maszyn Jacquarda. W roku 1819 Jacquard został Kawalerem Legii Honorowej. W latach 20. XIX wieku jego krosna trafiły do Anglii, potem zaś praktycznie na cały świat.
Od nazwiska Jacquarda nazwano tkaniny tworzone przy pomocy tych maszyn – tkaninami żakardowymi.